# Бурелом (Липецкая область)
Бурело́м — деревня Жерновского сельского поселения Долгоруковского района Липецкой области.

## География
Деревня находится в центральной части района, в 13 км к востоку от села Долгоруково и 4 км севернее центра поселения — села Жерновное.

## История
Деревня Бурелом возникла в конце XVIII века. Название происходит от диалектного «лом» («бурелом») — луг с кочкарником, покрытый мелким лесом.
Сведения о деревне Бурелом впервые появляются в конце XVIII — начале XIX веков как о владении помещика Александра Алтуфьева. После смерти Александра Алтуфьева третья часть имения отошла в качестве приданого за дочь Глафиру лебедянскому исправнику И. В. Омельяновичу. Другая часть имения осталась у сына Александра Алтуфьева — Александра Александровича и далее передавалась его наследникам. Так, по IX ревизии Александру Николаевичу Алтуфьеву (племяннику Александра Александровича) принадлежало 8 крестьянских семей — 19 крепостных душ мужского пола, 15 душ женского пола и несколько мельниц на реке Снове в селе Жерновное.
В 1926 году — 24 двора и 118 жителей.
В начале XX века жители деревни Бурелом состояли в приходе Покровской церкви села Жерновное.
До 1928 года деревня Бурелом относилась к Сергиевской волости Елецкого уезда Орловской губернии. В 1928 году деревня вошла в состав Долгоруковского района Елецкого округа Центрально-Чернозёмной области. После разделения ЦЧО в 1934 году Долгоруковский район вошёл в состав Воронежской, в 1935 — Курской, а в 1939 году — Орловской области. После образования 6 января 1954 года Липецкой области Долгоруковский район включён в её состав.

## Население
| 2010 |
| ---- |
| 3    |

## Транспорт
Бурелом связан с центром поселения грунтовой дорогой, пассажирского сообщения нет.
Ближайшая станция железной дороги — Плоты, находится в 4 км севернее Бурелома.